# Cretoglaphyrus calvescens
Cretoglaphyrus calvescens là một loài bọ cánh cứng trong họ Glaphyridae. Loài này được Nikolajev miêu tả khoa học năm 2005.